# Martin Caidin
Martin Strasser Caidin (* 14. September 1927 in New York; † 24. März 1997 in Tallahassee, Florida) war ein US-amerikanischer Sachbuch- und Science-Fiction-Autor.

## Leben
Martin Caidin wurde früh zur Vollwaise und wuchs teils im Kinderheim, teils auf der Farm seiner Großeltern im Staat New York auf. Er interessierte sich sehr für Technik; seinen ersten Artikel über das Design von Messerschmitt-Kampfflugzeugen veröffentlichte er im Alter von 16 Jahren. 1945 trat er in die Handelsmarine ein und arbeitete einige Jahre in Japan. In der Air Force diente er 1947 bis 1950 und brachte es bis zum Sergeant. Er zog dann nach Florida, wo er die Fliegerei als Hobby betrieb und an einem der frühen Raumfahrtprogramme mitarbeitete. Danach war er bis 1964 als Berater für diverse Fluggesellschaften tätig.
Er schrieb neben Sachbüchern über Raumfahrt, Militärgeschichte und Fliegerei eine Reihe von Science-Fiction-Romanen, von denen einer 1969 unter dem Titel Verschollen im Weltraum verfilmt wurde. Bei der nochmaligen Veröffentlichung des Romans zum Filmstart wurde der Text von 1964 stark verändert und an den technischen Fortschritt des Raumfahrtprogramms angepasst. Caidin verfasste auch den Steve-Austin-Zyklus, der die Vorlage für den Film und die TV-Serie Der Sechs-Millionen-Dollar-Mann (und den Ableger Die Sieben-Millionen-Dollar-Frau) bildete. Nach diesen Erfolgen kauften Hollywood-Produzenten die Filmrechte an fast jedem neuen Buch des Autors, es wurden allerdings nur wenige tatsächlich verfilmt. Die wohl erfolgreichste Verfilmung eines seiner Bücher ist Der letzte Countdown von 1980. Eine Zeitreisegeschichte die den amerikanischen Flugzeugträger Nimitz, einen Tag vor dem japanischen Angriff auf Pearl Harbor am 7. Dezember 1941 versetzt. Das Buch wurde mit großem Staraufgebot unter anderen mit Kirk Douglas, Martin Sheen und Katharine Ross verfilmt. Immerhin hatte Caidin auf diese Weise finanziell ausgesorgt und konnte sich seinem liebsten Hobby widmen, der Fliegerei.
Caidin restaurierte die älteste noch fliegende Junkers Ju 52, die von ihm „Iron Annie“ genannt wurde. Sie ging später an die Lufthansa und wird heute noch für VIP-Flüge genutzt.
Er starb im Alter von 69 Jahren an Schilddrüsenkrebs.

## Bibliografie
Six Million Dollar Man (Tie-in-Romanserie)
- 3 High Crystal (1974)
  - Deutsch: Die Straße der Götter. Übersetzt von Tony Westermayr. Goldmann Science Fiction #0218, 1976, ISBN 3-442-23218-X.
- 6 Cyborg IV (1975)
  - Deutsch: Cyborg IV. Übersetzt von Rosemarie Hundertmarck. Bastei-Verlag Lübbe (Bastei Lübbe #21113), Bergisch Gladbach 1979, ISBN 3-404-01122-8.

Cyborg-Subserie:
- 1 Cyborg (1972)
  - Deutsch: Der korrigierte Mensch. Übersetzt von Tony Westermayr. Goldmann Science Fiction der Chef-Auswahl, 1974, ISBN 3-442-30292-7.
- 2 Operation Nuke (1973)
  - Deutsch: Die Menschmaschine. Übersetzt von Ekkehart Reinke. Bastei Lübbe Science Fiction Action #21106, 1978, ISBN 3-404-01050-7.

Messiah Stone (Romane)
- The Messiah Stone (1986)
- Dark Messiah (1990)

Indiana Jones (Tie-in-Romanserie bei Bantam)
- 7 Indiana Jones and the Sky Pirates (1993)
  - Deutsch: Indiana Jones und die Hyänen des Himmels. Übersetzt von Bettina Zeller. Goldmann #43163, 1996, ISBN 3-442-43163-8.
- 8 Indiana Jones and the White Witch (1994)
  - Deutsch: Indiana Jones und die weiße Hexe. Übersetzt von Bettina Zeller. Goldmann #43534, München 1997, ISBN 3-442-43534-X.

Romane
- The Long Night (1956)
- Black Thursday : The Story of the Schweinfurt Raid (1960)
- Race for the Moon (1960)
- The Night Hamburg Died (1960)
- Red Star in Space (1963)
- Marooned (1964)
  - Deutsch: Gefangen im All – Wagnis ohne Beispiel : Die tollkühne Rettung des Piloten der Mercury 7 : ein Astronautenroman. Übersetzt von Charlotte Winheller. Lingen, Köln 1964, DNB 1019958316.
- Devil Take All (1966)
- The Last Fathom (1967)
  - Deutsch: Alarm in der Tiefsee. Übersetzt von Wulf H. Bergner. Heyne SF&F #3129, 1968.
- No Man’s World (1967)
- The God Machine (1968)
  - Deutsch: Der grosse Computer. Übersetzt von Wulf H. Bergner. Heyne SF&F #3163/3164, 1969.
- Four Came Back (1968)
  - Deutsch: Alarm in der Raumstation. Übersetzt von Walter Brumm. Heyne SF&F #3189, 1970.
- Anytime, Anywhere (1969)
- The Mendelov Conspiracy (1969; auch: Encounter Three, 1978)
- Ballantine Inactive (1970)
- Almost Midnight (1971)
- The Cape (1971)
- Maryjane Tonight at Angels Twelve (1972)
- When War Comes (1972)
- The Last Dogfight (1974)
- Planetfall (1974)
- Three Corners to Nowhere (1975)
  - Deutsch: Verschwunden im Bermuda-Dreieck. Übersetzt von Burkhard Busse. Heyne-Bücher #5709, München 1980, ISBN 3-453-01152-X.
- Whip (1976)
- Aquarius Mission (1978)
  - Deutsch: Unternehmen Aquarius. Übersetzt von Jürgen Saupe. Goldmann Science Fiction #23313, 1979, ISBN 3-442-23313-5.
- Jericho 52 (1979)
- Manfac (1979)
- Wingborn (1979)
- The Final Countdown (1980)
  - Deutsch: Der letzte Countdown. Übersetzt von Tony Westermayr. Goldmann Science Fiction #23380, 1981, ISBN 3-442-23380-1.
- Star Bright (1980)
- Tigers Are Burning (1980)
- Deathmate (1982)
- Killer Station (1985)
- Zoboa (1986)
- Exit Earth (1987)
- Prison Ship (1989)
- Beamriders! (1989)
- Buck Rogers: A Life in the Future (Buck RogersTie-in, 1995)
- Natural or Supernatural? (1997)
- The B-17 : the Flying Fortress (2002)

Kurzgeschichten
- There Are No Fighter Pilots Down in Hell (1986, in: Janet Morris (Hrsg.): Rebels in Hell)
- New Wings (Auszug aus Prison Ship, 1991, in: Rick Wilber und Richard Mathews (Hrsg.): Subtropical Speculations: Anthology of Florida Science Fiction)
- The Triangle with Four (or More) Sides (2002, in: Frank Spaeth (Hrsg.): Mysteries of the Deep)
- Unidentified Submarine Objects (2002, in: Frank Spaeth (Hrsg.): Mysteries of the Deep)

Sachliteratur
- Rockets Beyond the Earth (1952)
- Rockets and Missiles, Past And Future (1954; mit David C. Cooke)
- Worlds in Space (1954)
  - Deutsch: Wir stossen in den Weltraum vor. Zeichnungen von Fred L. Wolff. Übersetzt von Egon Strohm. Blanvalet, Berlin 1955, DNB 450733637.
- Air Force (1957)
- Samurai! (1957, mit Fred Saito und Sakai Saburō)
- Vanguard!: The Story of the First Man-Made Satellite (1957)
- Boeing 707 (1959)
- Spaceport USA : The Story of Cape Canaveral and the Air Force Missile Test Center (1959)
  - Deutsch: Die Kap Canaveral Story. Übersetzt, bearbeitet und auf den neusten Stand gebracht von Cord-Christian Troebst. Scherz, Bern, Stuttgart und Wien 1961, DNB 450733629.
- A Torch to the Enemy (1960)
- Man Into Space (1961)
- The Astronauts (1961)
- Test Pilot (1961)
- Aviation and Space Medicine (1962)
- I Am Eagle! : Based On Interviews With Wilfred Burchett and Anthony Purdy ((Biografie von German Titow), 1962)
- Rendezvous in Space (1962)
- By Apollo to the Moon (1963)
- Flying (1963)
- The Long Arm of America (1963)
- The Man-in-Space Dictionary (1963)
- Everything But The Flak (1964)
- Hydrospace (1964)
- The Mighty Hercules (1964)
- The Silken Angels (1964)
- Wings Into Space : The History and Future of Winged Space Flight (1964)
- Barnstorming (1965, über Wingwalking)
- The Ragged, Rugged Warriors (1966)
- Flying Forts : The B-17 in World War II (1968)
- Me 109 : Willy Messerschmitt’s Peerless Fighter (1968)
  - Deutsch: Die Me 109. Übersetzt von Wilhelm Hesz. Moewig #4305, München [i.e. Rastatt] 1981, ISBN 3-8118-4305-2.
- Zero Fighter (1969)
- Zero! (1971; mit Jirō Horikoshi und Masatake Okumiya)
- Destination Mars: In Art, Myth, and Science (1972; mit Jay Barbree und Susan Wright)
- Golden Wings (1972)
- When War Comes (1972)
- Bicycles in War (1974; mit Jay Barbree)
- Kill Devil Hill (1979; mit Harry Combs)
- The Saga of Iron Annie (1979)
- Thunderbolt: The P-47 (1983; mit Robert S. Johnson)
- Ragwings and Heavy Iron (1984)
- Samurai! (1985; mit Sakai Saburō)
- Fork-tailed Devil (1990)
- Ghosts of the Air (1991)
- Pioneer Bush Pilot (1991)
- Test Pilots (1992)
- A Journey Through Time (1995; mit Jay Barbree)